# 第32号交响曲 (莫扎特)
G大调第32号交响曲，作品號K. 318，由莫扎特在1779年返回巴黎后创作。

## 分析
该交响曲以弦乐器、2把长笛、2支双簧管、2支巴松管、4个圆号、2支小号和定音鼓配器，结构是意大利序曲结构，由三个简短、不间断的乐章组成：
1. Allegro spiritoso 有精神的快板
2. Andante 行板
3. Tempo Primo 回到原节奏

该交响曲的形式不是真正的意大利序曲或返始（da capo）序曲。第一乐章像奏鸣曲式一样展开，但没有重叙。在过渡段中，作曲家陈述了两个主题组。还在第一乐章中的时候，发展部就开始了，这导致呈示部主题的第一个主题在许多调上得到了运用。音乐处于属音、并似乎准备下降至主因以进行再现部时，音乐也紧紧跟随到慢乐章。本作品的慢乐章是回旋曲形式（ABACAB）。再一次，当听众认为回旋部不再会出现时，音乐转至第三乐章。第三乐章继续发展第一乐章的第一主题，然后以相反的顺序再现第一乐章的两个主题，以执行“反向再现”。
早先，该作品被认为是莫扎特歌剧《埃及王塔莫斯》或《賽蒂》的序曲，但这不太可能，因为这些作品的时间与莫扎特亲笔签名的该交响曲手稿并不吻合，而且因为创作舞台演出的时候，序曲通常是最后创作的。1785年，莫扎特用交响曲作为弗朗切斯科·比安奇（Francesco Bianchi）的歌剧《La Villanella Rapita（被绑架的农家女）》维也纳演出的序曲。
今天，莫扎特亲笔签名的乐谱藏于纽约公共表演艺术图书馆。